# Ludwik Olszewski
Ludwik Olszewski (ur. 1 stycznia 1889 roku w Szumkach, zm. 15 lipca 1943 roku pod Bielskiem Podlaskim) – polski prezbiter katolicki, ofiara niemieckiego terroru w okresie II wojny światowej, Sługa Boży, męczennik.

## Życiorys
Pochodził ze szlacheckiej rodziny Stanisława i Józefy z d. Żelskiej. Po otrzymaniu sakramentu święceń kapłańskich 18 lipca 1912 roku odprawił w Boćkach mszę prymicyjną. Był kapłanem diecezji pińskiej. Powołanie realizował pełniąc do 1921 roku obowiązki wikariusza kościoła Świętego Rafała Archanioła w Wilnie, a następnie rektora kościoła Matki Bożej z Góry Karmel w Bielsku Podlaskim i prefekta tamtejszego gimnazjum. W latach 1923–1931 kierował odbudową, przejętej po kasacie zakonu karmelitów przez władze carskie i zniszczonej w okresie I wojny światowej świątyni.
Po wybuchu II wojny światowej był aresztowany przez Niemców (1939) i represjonowany przez NKWD. W okresie sowieckiej okupacji i okupacji niemieckiej ziem polskich należał do Armii Krajowej kontynuując działalność duszpasterską do aresztowania, które nastąpiło 15 lipca 1943 roku. Zamordowany został podczas zbiorowej egzekucji w lesie pilickim, w której obok innych zginęli także ks. Antoni Beszta-Borowski i ks. Henryk Opiatowski.
15 lipca 1945 roku dokonano ekshumacji i szczątki ks. Olszewskiego oraz innych ofiar przeniesiono na cmentarz przy ulicy Wojska Polskiego w Bielsku Podlaskim. Ludwik Olszewski odznaczony został Krzyżem Walecznych i Złotym Krzyżem Zasługi z Mieczami, a 29 kwietnia 2009 roku Rada Miasta nadała mu tytuł Honorowego Obywatela Miasta Bielsk Podlaski. W kościele Matki Bożej z Góry Karmel w Bielsku Podlaskim w 1953 roku umieszczono tablicę upamiętniającą ks. Ludwika Olszewskiego, zaś w 2015 roku w bazylice Narodzenia Najświętszej Maryi Panny i św. Mikołaja umieszczono witraż z jego podobizną.
Jest jednym z 122 Sług Bożych wobec których 17 września 2003 rozpoczął się proces beatyfikacyjny drugiej grupy polskich męczenników z okresu II wojny światowej.